# Liste der Monuments historiques in Davron
Die Liste der Monuments historiques in Davron führt die Monuments historiques in der französischen Gemeinde Davron auf.

## Liste der Bauwerke
| Bezeichnung          | Beschreibung                           | Standort | Kennzeichnung | Schutzstatus | Datum | Bild           |
| -------------------- | -------------------------------------- | -------- | ------------- | ------------ | ----- | -------------- |
| Château de Wideville | Schloss, erbaut im 17./18. Jahrhundert | (Lage)   | PA00087421    | Classé       | 1977  | weitere Bilder |
| Kirche Ste-Madeleine | Erbaut im 12. Jahrhundert              | (Lage)   | PA00087422    | Inscrit      | 1926  | weitere Bilder |

## Liste der Objekte
- Monuments historiques (Objekte) in Davron in der Base Palissy des französischen Kultusministeriums